# Skuhrov (Česká Třebová)
Skuhrov (německy Rathsdorf) je vesnice a část města Česká Třebová. Na severním okraji je zakončena silnicí II/315. Po roce 1945 byla vesnice osídlena českým obyvatelstvem.

## Historie
První písemná zmínka o vesnici pochází z roku 1292.
První místní kostel je zmiňován již ve 13. století. Roku 1740 byl vybudován barokní kostel sv. Jana Nepomuckého, 1752 hřbitov, věž byla přistavěna 1768, 1770 opatřeny zvony, 1800 sousoší Kalvárie od lanškrounského sochaře Hanitsche, 1841 oltář, 1867 varhany od jakubovického varhanáře Franze Hanische. 1901 byl kostel renovován a hřbitov rozšířen, obec přifařena k Ostrovu.
Roku 1788 byla ve vsi zřízena škola. Do té doby děti chodily do Knapovce. V roce 1895 byla škola rozšířena, nejprve dvojtřídka, později trojtřídka. V padesátých letech 19. století mnoho místních obyvatel odešlo od USA.

## Přírodní poměry
Východně od obce se nalézá přírodní rezervace Třebovské stěny s rozsáhlými opukovými pseudokrasovými jeskyněmi.
V horní části obce pramení Skuhrovský potok, který při své cestě do obce Rybník přibírá několik dalších vodních toků a vlévá se do řeky Třebovka u obce Rybník. Třebovka pramení nad obcí Koclířov nedaleko Svitav, u obce Třebovice vytéká z rozlehlého rybníka Hvězda.

## Doprava
Severním okrajem vesnice probíhá silnice II/315 Týnišťko–Úsov. Samotná vesnice je postavena okolo místní komunikace do České Třebové.